# Austrochorema patulum
Austrochorema patulum là một loài Trichoptera trong họ Hydrobiosidae. Chúng phân bố ở miền Australasia.